# Mercado Lanza
El Mercado Lanza es un centro de abastecimiento y de encuentro en el Centro Histórico de la ciudad de La Paz tiene cuatro accesos a través de importantes vías de la ciudad, uno de ellos es elevado y se realiza a través de la Pasarela Pérez Velasco, otro acceso permite el ingreso desde la Plaza Mayor de San Francisco, desde la calle Evaristo Valle y finalmente desde la calle Figueroa.
El actual edificio es una construcción realizada entre 2008 y 2010 para albergar a más de 1000 comerciantes que realizaban sus actividades en el antiguo mercado del mismo nombre y en inmediaciones del lugar.